# Гликолевая кислота
Гликолевая кислота (гидроксиуксусная кислота, гидроксиэтановая кислота) HOOC-CH2-OH — простейшая гидроксикислота. 

## Получение
Гликолевая кислота может быть синтезирована различными способами. Преобладающие подходы используют каталитическую реакцию формальдегида с синтез-газом (карбонилирование формальдегида) из-за её низкой стоимости.
{\displaystyle {\ce {HCHO + H2O + CO ->[t] OHCH2COOH}}}
В лаборатории и менее крупных производствах её получают реакцией хлоруксусной кислоты с гидроксидом натрия с последующим повторным подкислением
{\displaystyle {\ce {ClCH2COOH + 2NaOH -> OHCH2COONa + NaCl + H2O}}}
потом получившийся гликолат натрия разлагают слабой кислотой (можно взять уксусную). Сильные кислоты не используют, чтобы не подвергать неустойчивую соль агрессивным условиям. 
{\displaystyle {\ce {OHCH2COONa + CH3COOH -> OHCH2COOH + CH3COONa}}}

## Физические свойства
Бесцветные, гигроскопичные кристаллы с запахом жжёного сахара. Соли и анионы гликолевой кислоты называются гликолатами. Хорошо растворяется в воде, спирте, диэтиловом эфире. Теплота сгорания 697,23 кДж/моль.

## Биохимия
В природе содержится в малых концентрациях в винограде, сахарной свёкле, сахарном тростнике. Ещё меньше её содержат все зелёные растения. 
Растения вырабатывают гликолевую кислоту во время фотодыхания. Она перерабатывается путём её преобразования сначала в глицин, в пероксисомах, а потом в полуальдегид тартроновой кислоты в хлоропластах.

## Применение
Гликолевая кислота применяется в различных сферах:
- в органическом синтезе
- в промышленности — очищение оборудования
- при обработке металлов (в частности, травление)
- в кожевенной промышленности
- в нефтегазовой промышленности
- в хозяйственной деятельности — в составе чистящих средств
- в косметологии: в качестве кератолитика при химическом пилинге кожи, при лечении гиперкератоза
- в качестве природного эксфолианта, очищает сальные протоки от комедонов (угрей), способствует проникновению других активных веществ в кожу,
- в производстве рассасывающихся шовных материалов для проведения хирургических операций: дексона и полиглактина-910.